# Wintersmith
Wintersmith, publicado en España con el título de La corona de hielo es la 35ª novela de la saga de Mundodisco de Terry Pratchett, publicada en 2006. Ésta es la cuarta novela dirigida principalmente a jóvenes adultos y la tercera novela que tiene a Tiffany Dolorido como protagonista.

## Argumento
Han pasado dos años desde los eventos de Un sombrero de cielo, y Tiffany Aching, con ahora 13 años de edad, está entrenando con la anciana bruja Eumenides Traición. Cuando acompaña a ésta a presenciar un baile, que resulta ser el baile de Morris Oscuro (una forma de Morris dance del Mundodisco). Tiffany se mete en la danza, desconociendo el significado de ésta, y en este baile se encuentra cara a cara con el Forjainvierno (la personificación antropomórfica del invierno), quien la confunde con la Dama Verano (Lady Summer en el original, la personificación antropomórfica del verano) y se enamora de Tiffany a primera vista.
Ahora Tiffany debe enfrentarse a un nuevo reto, un chico. El Forjainvierno no es técnicamente un chico, pero comienza un cortejo como solo una criatura mitológica puede hacerlo (alterando la forma de los copos de nieve, o creando rosas de hielo cristalino). Esto se complica cuando Tiffany nota que posee algunos de los poderes de la Dama Verano, por ejemplo, las plantas crecen allí donde camina descalza, y recibe una Cornucopia (un cuerno de la abundancia) tal como la que tiene cada uno de los dioses.
El Forjainvierno, a medida que va avanzando con el cortejo, se pone más insistente, poniendo en riesgo a todo el disco, y Tiffany con la ayuda de Yaya Ceravieja, Tata Ogg, los Nac Mac Feegle y de su amigas del aquelarre, deben restablecer el orden, ya que el Forjainvierno, en su insistencia de permanecer cerca de la joven bruja, no deja llegar a la primavera.